# Junonia intermedia
Junonia intermedia är en fjärilsart som beskrevs av Felder 1867. Junonia intermedia ingår i släktet Junonia och familjen praktfjärilar. Inga underarter finns listade i Catalogue of Life.